# HS1BP3
HS1BP3 (англ. HCLS1 binding protein 3) – білок, який кодується однойменним геном, розташованим у людей на 2-й хромосомі. Довжина поліпептидного ланцюга білка становить 392 амінокислот, а молекулярна маса — 42 780.
| 10         |  | 20         |  | 30         |  | 40         |  | 50         |
| ---------- |  | ---------- |  | ---------- |  | ---------- |  | ---------- |
| MQSPAVLVTS |  | RRLQNAHTGL |  | DLTVPQHQEV |  | RGKMMSGHVE |  | YQILVVTRLA |
| AFKSAKHRPE |  | DVVQFLVSKK |  | YSEIEEFYQK |  | LSSRYAAASL |  | PPLPRKVLFV |
| GESDIRERRA |  | VFNEILRCVS |  | KDAELAGSPE |  | LLEFLGTRSP |  | GAAGLTSRDS |
| SVLDGTDSQT |  | GNDEEAFDFF |  | EEQDQVAEEG |  | PPVQSLKGED |  | AEESLEEEEA |
| LDPLGIMRSK |  | KPKKHPKVAV |  | KAKPSPRLTI |  | FDEEVDPDEG |  | LFGPGRKLSP |
| QDPSEDVSSV |  | DPLKLFDDPD |  | LGGAIPLGDS |  | LLLPAACESG |  | GPTPSLSHRD |
| ASKELFRVEE |  | DLDQILNLGA |  | EPKPKPQLKP |  | KPPVAAKPVI |  | PRKPAVPPKA |
| GPAEAVAGQQ |  | KPQEQIQAMD |  | EMDILQYIQD |  | HDTPAQAAPS |  | LF         |

A: Аланін

C: Цистеїн

D: Аспарагінова кислота

E: Глутамінова кислота

F: Фенілаланін

G: Гліцин

H: Гістидин

I: Ізолейцин

K: Лізин

L: Лейцин

M: Метіонін

N: Аспарагін

P: Пролін

Q: Глутамін

R: Аргінін

S: Серин

T: Треонін

V: Валін

Кодований геном білок за функцією належить до фосфопротеїнів. 
Задіяний у такому біологічному процесі, як ацетилювання. 